# Porozumienie 11 Listopada
De Alliantie van 11 November (Pools: Porozumienie 11 Listopada) was een alliantie van Poolse rechtse partijen in de jaren 1994-1995.
Gedurende de jaren negentig was er onder met name rechtse partijen sprake van een enorme versplintering. Bij de parlementsverkiezingen van 1991 waren er niet minder dan 29 partijen in de Sejm gekozen, waardoor het land nagenoeg onbestuurbaar was geworden. Om die reden was bij de vervroegde parlementsverkiezingen van 1993 een kiesdrempel ingevoerd van 5% voor partijen en 8% voor coalities van partijen. Als gevolg daarvan werd het aantal partijen in de Sejm gereduceerd tot zeven en verdwenen alle rechtse partijen uit het parlement. Tijdens de daaropvolgende periode van buitenparlementaire oppositie werden er talrijke pogingen ondernomen om de vele tientallen conservatieve, christendemocratische, nationalistische en agrarische partijen tot een eenheid te smeden. Een van die initiatieven was de Alliantie. 
De Alliantie van 11 November kwam op 8 februari 1994 tot stand op basis van een eerder op 11 november 1993 (kort na de verloren verkiezingen) gesloten akkoord tussen de betrokken partijen. Er waren vijf deelnemende partijen:
- Partij van Christen-Democraten (PChD)
- Conservatieve Partij (PK)
- Christelijke Volkspartij (SLCh)
- Unie voor Reële Politiek (UPR)
- Nationaal-Democratische Partij (SND)

In vergelijking met de twee andere rechtse coalities die in dezelfde periode bestonden, het Verbond voor Polen (PdP) en het Secretariaat van Centrumrechtse Groeperingen (SUC), had de Alliantie van 11 November een meer liberaal programma, waarin het accent lag op privé-eigendom, vrije markt en lage belastingen. In januari 1995 besloten de deelnemende partijen, samen met het PdP, een gezamenlijke strategie uit te werken voor de presidentsverkiezingen later dat jaar. Beide coalities konden het zowel onderling als intern echter niet eens worden over een gemeenschappelijke kandidaat en vielen kort daarop uit elkaar.
Een jaar later zou het met de oprichting van Verkiezingsactie Solidariteit alsnog lukken een groot aantal rechtse en centrumrechtse partijen op één lijn te krijgen.